# 힐러 (비디오 게임 용어)
힐러(healer), 회복 역할 또는 치유 역할은 비디오 게임에 등장하는 캐릭터 역할군 유형 중 하나를 가리키는 용어이다. 게임에 체력 구조가 있는 게임과 여러 클래스가 포함되어 있는 경우, 종종 클래스 중 하나가 아군의 패배를 지연 또는 방지하기 위해 치유라고 알려진 체력 회복을 중심으로 설계된다. 이러한 클래스를 힐러라고 부른다. 치유 외에도 이따금 아군에 상태 강화 효과를 부여하여 지원하기도 하고, 치유가 불필요한 경우에는 지원 공격을 수행한다.
넷핵 지침서의 힐러에 대한 설명은 다음과 같다.
힐러들은 약을 다루는 데 능통하다. 그들은 생기를 불어넣거나, 고통을 경감시키거나, 마취 작용을 하고, 독을 중화하는 약초들에 대해 잘 안다. 또한 그들의 도구를 이용하여 건강 상태를 진료할 수도 있다. 그들의 의학적인 적용은 던전에 입장할 때 그들에게 상당한 금화를 가져다준다.
힐러와 탱커 클래스가 모두 존재하는 경우, 가장 일반적인 전투 전략은 힐러는 아군 탱커에게 치료 마법을 거는 데 집중하고, 탱커는 힐러를 포함한 다른 구성원들이 공격을 당하지 않도록 막는 것이다.
힐러는 종종 주문 시전자(예: 성직자, 드루이드 또는 주술사), 현실적인 전투 전문가(예: 의료진 또는 성기사), 공상과학 기술자(예: 수리공 또는 엔지니어)처럼 묘사되기도 한다.

## 능력
힐러는 일반적으로 건강을 회복하고, 독과 같은 유해한 효과를 제거하고, 쓰러진 파티원을 부활시키는 임무를 맡는다. 피해를 입히거나 아군의 상태를 강화하는 능력을 갖추는 경우도 있다.

## 역할
탱커의 임무가 피해를 감수하는 것이라면, 힐러의 임무는 탱커가 입은 피해를 치료하는 것이다. 작은 규모의 그룹에서는 동료들을 전반적으로 치유하는 역할을 맡을 수도 있지만, 대규모 그룹 플레이에서는 파티 전체에 전반적으로 회복 마법을 시전하는 힐러가 따로 배정되는 편다.

## 역할 상세

### 목표 설정
힐러는 목표를 설정할 때 단일 타겟팅, 다중 타겟팅의 두 가지 선택지가 생긴다.
단일 목표를 대상으로 하는 힐러는 종종 다중 목표를 대상으로 하는 경우보다 강력한 주문을 지닌다. 대상의 체력을 완전히 회복하거나 체력을 모두 잃은 아군을 부활시키는 것이 그들의 일이다.
다중 대상 힐러는 상대적으로 마법의 강도는 떨어지지만, 동시에 여러 명의 아군(때로는 파티 전체)을 대상으로 치료 마법을 펼친다. 전략 RPG나 오픈 월드 게임에서는 AoE 또는 Area of Effect 메커니즘을 활용하여 대상이 아닌 공간, 필드에 마법을 시전하기도 한다. 하위 업무라고도 할 수 있는 이 역할에 속하는 힐러의 경우 부활 스킬이 존재하지 않을 수도 있다.
힐러는 반드시 하나의 타겟팅 시스템만을 이용하는 것은 아니다. 목표 설정 범위 및 방법의 선택은 캐릭터가 아닌 스킬에 따라 좌우되는 경향이 있다.

### 하위 업무
힐러는 선택할 수 있는 역할의 종류가 매우 적다. 힐러는 종종 다음에 나열한 역할들 중 하나 이상을 수행한다. 대안적으로, 힐러는 다른 배정 받은 역할 외에 다음 역할들을 동시에 수행할 수도 있다. 피해 입히기(전투 성직자, 드루이드), 적에게 부정적인 상태 입히기(마녀, 워록), 피해 대신 입기(팔라딘)와 같은 것들이 그 예시이다.
- 회복: 아군의 체력 회복. 이것은 힐러 클래스와 가장 깊은 관련이 있는 일이다.
- 정화: 아군의 유해하거나 부정적인 상태를 제거한다.
- 지원: 힐러의 맥락에서 일반적으로 아군에게 재생 버프를 적용하는 것을 의미한다.
- 부활: 죽음을 예방하는 것이 아니라 극복하는 데 초점을 맞춘, 가장 희소성이 큰 힐러의 업무이다.
  - 네크로맨서는 부활 스킬을 사용하는 힐러와는 자연스럽게 대척점에 서게 되는, 애매한 입장이다. 그들은 스켈레톤이나 좀비 형태의 미니언을 소환하여 적에게 피해를 입히거나 적의 공격을 유도하는 소환사로 자주 분류된다.

## 같이 보기
- DPS: 비디오 게임 내에서 시간이 지남에 따라 가해지는 평균 피해 비율, 이에 해당되는 역할을 대미지 딜러라고 한다.
- 주문 시전자: 비교적 약한 상태에서 피해를 입히는 데 초점을 맞춘 일반적인 캐릭터 클래스이다.
- 탱커: 적의 공격을 자신에게 집중시키는 데 초점을 맞춘 공통 캐릭터 클래스이다.

1. ↑  WoW: The official magazine Spring 2010 (Volume 1, Issue 2). Kill and Cure Pg141- Luis Villazon.
2. ↑  “NetHack 3.4.3: Guidebook for NetHack 3.4”.